# ゾイド2 ゼネバスの逆襲
『ゾイド2 ゼネバスの逆襲』（ゾイドツー ゼネバスのぎゃくしゅう）は、1989年1月27日に東芝EMI（現・ユニバーサル ミュージック）から発売されたファミリーコンピュータ用ソフト。
前作『ゾイド 中央大陸の戦い』の続編にあたる。

## 概要
共和国ゾイドを駆使し、襲い来る帝国ゾイドを倒しながら、与えられた指令をこなしていく。ジャンルはRPGで、フィールド上で移動することによりランダムエンカウントで敵と交戦するが、戦闘シーンはファーストパーソン・シューティングゲームに近い（戦闘中の移動という概念がないので、簡単に言えば銃座で戦うかのような視点）ゲームとなっている。また、データ保存方式はバッテリーバックアップ方式に変更された。
前作『中央大陸の戦い』では、ゼネバス帝国に共和国首都とさいごの砦以外ほぼ占領された状態（一部、例外あり）で物語が始まり、ひたすら敵支配下の街を解放していくのが目的であったのに対し、本作は味方側の街を巡りながら、敵を倒しレベルを上げ、お金を稼いで装備や戦力を充実させ、ストーリーに応じて洞窟や敵の要塞を攻略していくものとなった。

## 特徴・システム
前作はフィールド上で動くほとんどの敵を見る事が可能なシンボルエンカウント制を採用していたため、フィールド上での望まない戦闘を回避する事が可能であったが、本作からは完全なランダムエンカウント制（ボス級の敵を除く）になり、エンカウント頻度は調節できなくなった。ただし、従来のRPGと違ってターン制ではないうえに「逃げる」のやり直しが何度でもできるため、フィールド上で全くダメージを受けずにゲームを進行することも可能である。また、前作では自分が止まっていても敵が寄ってきて戦闘に突入してしまうため、フィールド移動中での一時停止機能が存在したが、今作では削除されている。
本作の特徴として、銀行の存在が挙げられる。従来のRPGでは敵を倒した際にお金が手に入るのに対して、本作では敵を倒した際に敵の種類に応じて報酬が振り込まれるシステムとなっており、街に戻り銀行でお金（G=単位はゴールド）をおろさない限り、手持ちの所持金にはならない。中には銀行の無い街もあるため、戦闘を繰り返してやっとの思いでたどり着いた街で銀行が無かったためお金がおろせない、といった事態もあり得る。
なお、戦闘による経験値（exp）は戦闘終了時点で加算される戦闘力がアップする。しかし、前作と違い階級には一切影響せず、階級はイベントをこなすことによって昇進する。

## あらすじ
ゼネバス帝国との長い戦争は終わり、中央大陸に平和が戻った。
中央大陸のほぼ中央に位置する都市ダリオス。ここに駐屯するヘリック共和国軍人である主人公は突如、ダリオス司令部に呼びだされた。この大陸の北にあるバレシアからSOSを受けた直後、発信源不明の妨害電波のために通信が不可能になったのだ。原因調査のため、共和国の最新鋭中型ZOIDSアロザウラーが与えられ、主人公は出撃する。

## 主人公
決まったキャラクターの名前が無く、名前の文字制限は6文字、濁点、半濁点は1文字としない（元の文字の上に点が付く）。使用可能文字はひらがなとアルファベット、数字であるため、名前をコードネームや認識番号風にすることも可能。
主人公のグラフィックは日本のRPGとしては珍しく、通常の共和国軍兵士と全く同じであり、単に色が違うだけである。
主人公はダリオスに勤務する共和国軍の兵士である。スタート時の階級は二等兵であり、通常、パイロットとは思えない最下層の階級であるが、司令部に呼び出されて最新鋭機での単独調査任務を命じられるなど、ある程度の実力は軍から評価されているようである。
ダリオスには主人公の恋人（名前は主人公の名前によりいくつかの中から決定。しずか、まゆみなど）がいる。恋人との「はい」「いいえ」の掛け合いは前作から継承されており、本作では何を選んでも前作のように突然タイトル画面に戻されるようなことはなくなった。なお、掛け合いが見られるのはゲームスタート後1回きりである。一度話しかけるとフラグが立ち、以後は1つのパターンのみになる。2回目以降の会話では、「そばにきて、○○（プレイヤー名）」のセリフの後一瞬画面が暗転する。
階級はイベントをこなしていけば、一等兵、軍曹、准尉、少尉、中尉、大尉、少佐、中佐、大佐、准将、少将、中将、大将、元帥と昇進することが可能。

## その他人物
- ヘリック2世 - ヘリック共和国大統領。共和国首都で対面する事となる。
- ゼネバス - ゼネバス帝国皇帝。中央大陸の帝国首都とは別にあるゼネバス司令部に鎮座しており、単身乗り込んできた主人公に「わが部下にならないか」と問いかけてくる。それを拒絶しても、「最後に遺言くらいは聞いてやる」と言う寛容さも見せる。
- ランド - ゼネバス帝国司令官。共和国の街では「悪魔のような男」と噂されており、自分の野望の為なら皇帝の命令も無視する。

自軍等により陥落したバレシアの東に自分の司令部を設立している。

## 戦闘
フィールド上などで敵ゾイド部隊と遭遇すると、戦闘が発生する。
一連の流れは前作と変わらず、遭遇後はまず準備画面に移行する。ここでは敵ゾイドのデータが表示され、「せんとう」「にげる」「ITEM」「でーた」のコマンドを選択し、今後の行動を決定する。なお、「せんとう」選択後（または「にげる」失敗時）に移行する戦闘モード中はリアルタイムの射撃戦であるが、準備画面には制限時間などはない。また戦闘モード中にセレクトボタンを押すことで準備画面に戻る事が可能。ただし、準備画面中も時間は経過し敵が動いているので、タイミングが悪いと戦闘モードに移行した瞬間に被弾、ということもある。
戦闘モードも基本的に前作と同じ構成である。敵は自機を取り囲むように配置され、プレイヤーがその場で回転する事で横スクロールして画面に表示されるシステムとなっている（自機の移動という概念がない）。自機後方にいるであろう、画面に表示されていない敵が攻撃してくることはない。自機が座標上は移動しないため、自軍ゾイドの最高速は横スクロールのスピードという形で反映されている。敵の撃ってくる弾は視認でき、画面中央の照準カーソル付近にのみ自分の当たり判定が存在するので、画面をスクロールさせて自分の弾を当てつつ、敵弾をかわすことが重要である。
遭遇する敵ゾイドは一部のボスクラスと後述の空中戦を除いて、必ず同じ種類の機体2機ペアで行動しており、前作のような多数の小型ゾイドや小型機を引き連れる大型ゾイドといったさまざまな種類、機体数の組み合わせは無い。敵機2機は自機を中心として必ず対角線上に配置されるため、戦闘画面に2機以上の敵機が同時に表示されることが無くなった。なお、前作で画面に表示されていた敵機の位置を示すレーダーは削除されている。
敵機と弾のグラフィックが前作と比べて若干小さめに描かれているため、高速で動き回る敵を正確に狙う必要があり、戦闘の難易度は高まった。また、敵の小型機と大型機の区別が明確になり、大型機は攻防ともに優れ、弾の発射間隔も小さい上に移動スピードも速く、手強い相手となっている。このため前作では単にスピードと動きが大きいだけの倒しやすい敵だったサーベルタイガーが、本作では恐るべき強敵になっている。
なお味方のゾイドにも攻撃力・防御力が設定されているが、被弾時のダメージが数値上ほとんど変わらないため、防御力ではなく、単に耐久力（LIFE）の大きさの差しか無いようである。ただし、防御兵装（プロテクターや各種アーマー）を装備した場合は、実際にダメージが軽減される。攻撃力に関しては装備中の兵装の威力で決まる。
グラフィックは格段に進歩しており、敵ゾイドのみならず、敵味方の銃砲弾、ステージ背景なども当時としてはかなり細かく色鮮やかに描画されている。前作では画面に表示される敵機が増えると描画が追いつかなくなり、点滅したり消えたりする事が多発していたが、今作ではある程度改善されている。ただし、4連速射砲やレーザーキャノンなどの一度に大量の弾をばら撒く武器の使用時は描画落ちする事もある。

## 偵察と空中戦
プテラスやサラマンダーを用いて親機から一定範囲の周辺マップを偵察できる。偵察機を発進させる能力のある親機ゾイドは限られており、アロザウラー、コマンドウルフ、ゴジュラス、ウルトラザウルス、マッドサンダーのみとなっている。これらのゾイド以外に搭乗中の場合偵察を行うことはできず、たとえ飛行可能なゾイドに乗り換えても偵察や飛行を行うことはできない。
本作から偵察中にも敵機（飛行ゾイド）と遭遇するようになった。しかし遭遇率はフィールド移動時に比べると格段に低く、偵察自体が必要とされる頻度が少ないため、意図的に偵察を繰返さない限り空中戦はなかなか発生しない。なお、空中戦では敵は必ず1機で出現する。
空中戦時は専用の戦闘BGMを使用。通常戦闘と同じく疑似3D空間での戦闘だが、敵機の表示方法の工夫（遠くから徐々に近づき、近くなると急激に拡大されて通り過ぎる）、自機の横スクロール時に地平線（水平線）が傾く演出などにより、スピード感のある空中戦となっている。

## 兵装・アイテム
兵装は攻撃兵器、防御兵器に分かれ、攻撃兵器はA兵器、B兵器に、防御兵器は補助装甲、補助動力に分かれる。A・B兵器はそれぞれコントローラーのA・Bボタンに対応している。防御兵装は装備していれば戦闘中に効果を発揮する。補助装甲はダメージを軽減し、補助動力は戦闘時のスピードを増幅する。
いくつかの制限はあるものの、これらのアイテムは機体を問わず柔軟に運用可能であり、戦闘力を大きく左右するものであるため、非常に重要な要素である。

### A兵器
Aボタンで発射。主に大口径の兵装。基本的に単発で発射速度が遅い物が多く、弾道に癖があるため当てるのに慣れが必要だが、1発あたりの破壊力が大きい。B兵器と同時に撃てるので、与えるダメージの底上げを狙える。全種類、画面の上側から発射される。
全機体装備可
キャノン砲
中口径単装砲。カノントータスの初期装備でもある。前作と違い、画面右上から発射される。序盤の敵小型ゾイドに対して絶大な威力を誇り、戦闘時間の大幅な短縮が可能。
ナパーム砲
単装の焼夷弾。命中時に炎が広がり、スリップダメージが入る。

小型ゾイド専用
ミサイルポッド
小型ミサイルを同時に2発発射。敵に対してある程度誘導され、当てやすい。

大型ゾイド専用
レーザーキャノン
連射が可能になった単装キャノン砲。前作のウルトラザウルスのキャノン砲に近い。中盤以降のメインウェポンである。
センサーミサイル
単装の大型ミサイル。敵をかなり追尾し、撃てば当たる。
ロケット砲
単装の大型ミサイルを発射する。
ショックカノン
本作最強の威力を誇る単装大口径砲。ほとんどの敵小型ゾイドを1発で撃破する事が可能。ゴジュラス、ウルトラザウルス、マッドサンダーのみ装備可能。
長距離砲
2連装になったショックカノン。ウルトラザウルス、マッドサンダーのみ装備可能。

### B兵器
小口径の機銃に相当。1発の威力は小さいが連射がきくため、前作と同じくメインのダメージ源であり、B兵器のみでも中盤までは十分戦っていける。ただしBボタン押しっぱなしでの連射速度は決して高くないため、プレイヤーのボタン連打の量で攻撃力が上下される。全種類、画面の下側から発射される。
全機体装備可
機関砲
2門の機関砲。カノントータス、バリゲーターを除く、全機体の初期装備。
バルカン砲
ボタン押しっぱなしで連射可能なガトリング砲。2門装備し、威力その他は機関砲と変わらないが、ボタン押しっぱなしでかなり速い発射速度を誇る。命中させやすく、序盤はなかなか便利な武装であるが、実は機関砲でボタンを連打した方が更に発射サイクルが速いため、連打が苦にならないプレイヤーには必要の無い兵器でもある。なお、ゴジュラス以外の大型ゾイドはこれら2種しか装備することができない。

小型ゾイド専用
ビームライフル
青紫色のビーム弾を発射する1門のビーム砲。弾道その他は機関砲に準ずるが、一発の威力が大きくなっている。
2連速射砲
縦に連結した2連装の速射砲。弾自体は機関砲と同じだが、非常に速い発射サイクルを持ち、着弾散布界も狭いため、一点に大量の弾丸を叩き込む事が可能。画面左下側から発射される。アロザウラー専用装備。玩具版アロザウラーの背中に実際に搭載されている（玩具版では2連速射砲×2なので4門積んでいる）。

大型ゾイド専用
4連速射砲
前作でも登場した、2連速射砲の4連装版。4門が1列に並んでいるため、特徴的な弾道を描いて発射される。ゴジュラス専用装備。玩具版ゴジュラスMk-IIが実際に左手に装備している。
4連ビーム砲
ビーム砲に換装された4連速射砲。レーザーキャノン又はショックカノンとの組み合わせで、本作最高の火力を誇る。ゴジュラス専用装備。

### 防御兵器
小型ゾイド専用
プロテクター
敵から受けるダメージを少量軽減する。
ライト・アーマー
敵から受けるダメージを軽減する。
補助エンジン
戦闘中のスクロール移動速度が上昇する。序盤の街でしか購入できない。

大型ゾイド専用
フル・アーマー
敵から受けるダメージを少量軽減する。
ハイパー・アーマー
敵から受けるダメージを軽減する。
ターボブースター
戦闘中のスクロール移動速度が上昇する。

### 消耗品
E-カプセル
現在乗っているゾイドのLIFEを200回復。
E-チュウブ
現在乗っているゾイドのLIFEを全回復。
E-タンク
現在所持しているゾイド全てのLIFEを全回復。
E-シールド
10秒間、敵の攻撃を被弾してもノーダメージになる。
ビームスクリーン
15秒間、敵の攻撃を被弾してもノーダメージになる。E-シールドとビームスクリーンは序盤の街でしか購入できない。

### 非消耗品
サーチライト
3Dダンジョンで周囲を照らす。
赤外線スコープ
3Dダンジョンで周囲を照らす。サーチライトより効果が大きい。
スモークスクリーン
ダンジョンから脱出する。
大型カーゴ
サラマンダーに搭乗しているときのみ使用可能。一度行った事のある街に戻る事ができる。

### その他のアイテム
カード
クーパーにある帝国軍のコンテナを開けるために必要。アンダーの長老から貰う。
鍵
マンクスの地下にある旧帝国首都に通じる扉を開ける。マンクスの市場で販売されている。
分析フロッピー
「解読機」と組み合わせて、遺跡にある古代文字を解読する事ができる。マンクスの市場で売られている。
バトルストーリー、牛ロース、パンツ、熱帯魚
使うと専用のメッセージが出て消滅し、何も意味はないアイテム。マンクスの市場で売られている。
MAP
3Dダンジョンで通過した場所を地図として見る事ができる。ミーバロスに隠されている。
フロート
グスタフを所持しており、バリゲーターかウルトラザウルスに搭乗している時のみ海を渡る事が可能になる。
暗号文
帝国軍の暗号文。「解読機」を用いる事で読む事ができる。
解読機
暗号文や古代文字を解読する事ができるアイテム。
手紙
聖なる村に入るために必要なアイテム。
遺言
へリック１世が息子たちにあてた遺言状。
中和剤
ゼネバス司令部のある島を取り巻く「赤い海」を中和して渡れるようにするアイテム。
ピストル
クックのある場所に隠されている。帝国兵士を脅して牢屋の鍵を得るために必要。
牢屋の鍵
クックの牢屋の鍵。
ホバークラフト
グスタフとフロートを所持しており、バリゲーターかウルトラザウルスに搭乗している時のみ川を渡る事が可能になる。ただし序盤の街の北方にある川だけはこのアイテムを所持していても渡る事ができない。
設計図
最強のゾイド「マッドサンダー」の設計図。
高熱弾、生命体エネルギー、特殊合金
最強のゾイド「マッドサンダー」を造るためのパーツ。
生命維持装置
所持していると雪原を移動していてもLIFEが減少しない。

## 登場ゾイド
玩具のゾイドでは通常、パワーユニット（ゼンマイ駆動）搭載機を「小型ゾイド」、ハイパワーユニット（より大型のゼンマイ駆動）搭載機を「中型ゾイド」、電池で駆動するタイプを「大型ゾイド」と呼称していたが、本作ではゼンマイ駆動のものをまとめて「小型ゾイド」、電動のものを「大型ゾイド」としている。「☆」印のゾイドはSHOPで購入が可能。
海を渡るにはグスタフとフロートが必要で、川を渡るにはグスタフとホバークラフトが必要。水域を渡ることができるゾイドはバリゲーターとウルトラザウルス。
ゴジュラスMk-IIはキャノン砲を背負った姿の画面写真が雑誌広告に使用されていたが、本作ではエンディング中にノーマル機と同じグラフィックで登場するのみである。未使用データはゲーム内に存在しているが、見た目はやはりノーマル機と同じであった。

### 共和国ゾイド
- 小型ゾイド
  - アロザウラー ☆
  - バリゲーター ☆
  - カノントータス ☆
  - プテラス
  - ベアファイター ☆
  - ゴルヘックス ☆
  - コマンドウルフ ☆
- 大型ゾイド
  - サラマンダー ☆
  - シールドライガーMk2
  - ディバイソン ☆
  - ゴジュラス（少佐以上）
  - ゴジュラスMk-II
  - ウルトラザウルス
  - マッドサンダー（准将以上）
- 非戦闘ゾイド
  - グスタフ

### 帝国ゾイド
- アイアンコング
- アイアンコングMk-II量産型
- アイアンコングMk-II限定型
- イグアン
- ウオディック
- グレートサーベル
- サーベルタイガー
- サイカーチス
- ザットン
- シーパンツァー
- シュトルヒ
- シンカー
- ツインホーン
- ディメトロドン
- デスザウラー
- デスザウラーMk-II
- ハンマーロック
- ブラキオス
- ブラキオスMk-II
- ブラックライモス
- ヘルキャット
- マーダ
- マルダー
- モルガ
- ライジャー
- レッドホーン
- レドラー

## 街・施設
キャラクターのほぼ全てがゾイドそのものであった前作と異なり、街には人間のキャラクターが生活している。前作の結果ゼネバス帝国との戦争が終了して戦時中ではないため、砦や要塞を除けば登場する街の殆どは共和国所属であり、帝国領土は存在するものの全体の割合は僅かに過ぎない。ゲームの都合上、どこの街であっても一歩外に出れば帝国ゾイドがウヨウヨ出てくるのだが、「ていこくのこうげき？そんなのあるわけないだろ」という台詞が聞かれる程に平和な設定である。なお、第二次大陸間戦争を描いた新バトルストーリーに先駆けて、西方大陸や東方大陸らしき別大陸もまた舞台として登場している。
街には各種の店舗や施設があり、プレイヤー利用する事ができる。街によって施設の有無は異なり、何でも揃う街もあれば、何も無い街もある。
補給所
名称は補給所だが修理工場であり、機体の修理を行い、傷ついた機体のLIFEを回復する事ができる。代金は回復したLIFEに応じて増減し、利用すれば必ず全回復する。RPGにおける「宿屋」に該当するが、現在搭乗しているゾイドのみ修理するため、複数の機体を修理する際はその都度乗り換える必要がある。
攻撃兵器のSHOP
いわゆる武器屋。A兵器・B兵器共にSHOPで購入できる。買取は無くアイテムを持ち込んで売る事はできない。ほとんどのゾイドは初期装備が機関砲しかないので、攻撃兵器の購入は非常に重要である。
防御兵器のSHOP
いわゆる防具屋。防御兵装の他、回復用のEアイテム、使い捨て防御アイテムなどを購入することができる。アイテムを売ることが可能で、武器を売りたい場合も、こちらに持ち込むことになる。
ZOIDSSHOP
搭乗するゾイドの売買ができる。ゾイドSHOPがある街は非常に少ない。
銀行
敵ゾイドを倒すと口座にお金が振り込まれる。お金を預けることもできる。
酒場
賭けが行われており、賭けに勝つとゲーム進行に関するヒントをくれるが、負けると手持ちのアイテムを1つ取られてしまう。アイテムを全く持っていない状態で賭けをすることはできない。
シミュレートルーム
シミュレーター内で敵ゾイドと戦うことができる。自機は登場中のゾイドがそのまま反映されるため、所持していない機体や兵器のシミュレートはできない。仮想空間内の戦闘であるため報酬は出ないが、経験値は得ることができる。シミュレーターの敵ゾイドはブラキオスMk.2に固定されている。
司令部
データをセーブすることができる。

### 地名
ダリオス
主人公の住む街。司令部・銀行などが揃っており序盤の拠点。主人公の恋人も住んでいる。
トビチョフ
ダリオスの西にある町。バレシアへの橋が落とされているがあくまで通過点。
ウラニスク
トビチョフの西にある町。地下にはプテラスが眠っている。
ガニメデ
ウラニスク南の沼の通路を抜け、その東にある街。中央大陸では、もっとも南西に位置する街。
司令部・銀行・ゾイドショップなど施設も多彩。
また、この街である条件を満たすと司令官から二階級特進させて貰える。
旧帝国首都
ガニメデの更に西にあり、前作でのラストダンジョンだった場所。
今は廃墟だが、最深部に居るディメトロドンが別大陸への通路を守っている。
ホビト
旧帝国首都の通路を抜けた先にある街。初のバトルシミュレーターが存在する。
アンダー
デルタロス城を突破した先にある町。帝国の捕虜も監禁されている。
帝国のデルタロス部隊に侵略されていたらしく、主人公が来なければ北西の村みたいに滅ぼされていたとの事。
廃墟の村
アンダーから北西にある山脈地帯の前にある村。
帝国軍・デルタロス部隊の猛攻の前に廃墟となり、その犠牲者の霊が彷徨うと言われる村。
デルタロス城からやや離れた場所にあるが、何故近くにあるアンダーより先に滅ぼされたのかは不明。
マンクス
山脈の迷路を抜けた先にある町。色々と珍しい物が買える。
ミーバロス
隠された砦と言われる。町の北には中央大陸東部の共和国首都近くへのダンジョンがある。
エツミ
ダンジョンを抜けた先にある町。共和国首都へ向かう際の拠点となる。
クロケット
共和国首都近くの砦。共和国軍最強の砦との事だが、敵の猛攻の前に壊滅。
生き残りの兵士が何人か居るが、廃墟と化している。
共和国首都
共和国の首都。前作でのスタート地点だが、本作ではある程度ストーリーを進めてから訪れる事になる。
ここでゴジュラスが入手できる。
クーパー
共和国首都よりはるか南にある街。
グローバリー
クーパーの南にある街。
伝説の村
ヘリック1世が作った聖なる村。そのため入るに適した功績を立てた者でないと立ち入る事すらできない。
双子島
世界の最も南西に位置にある島で、天使のような心を持つ者と悪魔に魂を売り渡した者がそれぞれの島に住むという双子の村。正解の島なら地下通路から最強のゾイドを作るために必要なアイテムが眠っている古代遺跡へ、間違いの島なら得られる物が全く無い罠の帝国要塞へ辿りつく事となる。
クック
帝国軍に占領された街。
共和国兵の姿のままで帝国兵士に話しかけると捕まって地下牢に入れられるので、この街を探索するには自分も帝国兵に成りすます必要がある。
海底都市
海流によって阻まれる孤島に存在する町。「赤い海」を渡るための手掛かりがここにある。
中ではパズルを解いたり、何故か交通ルールについての問題を出されたりもする。
ブラッドロック
共和国軍の最後の砦と言える場所。
ゼネバス司令部
赤い海に囲まれた島にあるゼネバスの司令部。帝国軍の重要拠点であり、強力なゾイドがボスとして行く手に立ちはだかる。
バレシア
中央大陸の北西にある帝国軍により陥落した都市。
今は北の海岸を守る要塞に作りかえられ、ランド司令部がその東に鎮座している。
ランド司令部
バレシアの東に存在する最終目的地。
ダリオスから丁度北にあたり、序盤でも「ていさつ」コマンドで存在を確認することは出来る。

## 備考
- 本作品の音楽は久石譲が担当した。
- ゲーム中に表示されるキーワードを集めて東芝EMIに送ると、ゲーム中のBGMを浅倉大介がアレンジした非売品のサウンドトラックCD「ゾイド2 -ゼネバスの逆襲- 音楽集」がプレゼントされた。